# 호소로기역
호소로기역(일본어: 細呂木駅, ほそろぎえき)은 일본 후쿠이현 아와라시에 있는 해피라인 후쿠이의 철도역이다.

## 역 구조
섬식 1면 2선 구조의 지상역이다. 정류소로 취급되고 있다. 역사는 상행선 승강장 쪽에 있으며, 승강장들과는 구름다리로 이어져 있다. 후쿠이 지역 철도부가 관리하는 무인역이다.

### 승강장
| 역사쪽 | ■ 해피라인 후쿠이선 | 가나자와 · 도야마 방면 |
| 반대쪽 | ■ 해피라인 후쿠이선 | 후쿠이 · 쓰루가 방면   |

## 역사
- 1897년 9월 20일 - 관설철도 (뒷날의 일본국유철도) 후쿠이 역 ~ 고마쓰 역 구간의 개통과 동시에 개업.
- 1987년 4월 1일 - 민영화에 따라 서일본 여객철도의 소속이 되었다.
- 2024년 3월 16일: 호쿠리쿠 신칸센 가나자와역 ~ 쓰루가역 연장 개통에 따라, 해피라인 후쿠이로 이관됨.

## 인접역
| 해피라인 후쿠이 ■ 해피라인 후쿠이선 | 해피라인 후쿠이 ■ 해피라인 후쿠이선 | 해피라인 후쿠이 ■ 해피라인 후쿠이선 |
| ----------------------------------- | ----------------------------------- | ----------------------------------- |
| 아와라온센 쓰루가 방면              | 보통                                | 우시노야 다이쇼지 방면              |